# Luigi Jacobini
Lugi Jacobini (Genzano di Roma, 6. siječnja 1832. – Rim, 28. veljače 1887.) bio je talijanski kardinal koji je služio kao državni tajnik Vatikana od 1880. do svoje smrti.
Na kardinalsku čast uzdignut je 1879. godine.